# Michael Willoughby (12e baron Middleton)
Digby Michael Godfrey John Willoughby, 12e baron Middleton (1er mai 1921 - 27 mai 2011), est un pair britannique conservateur qui s'oppose activement à la House of Lords Act 1999 qui a expulsé la plupart des pairs héréditaires de la Chambre des Lords. En plus de son service à la Chambre des lords, où il est président du sous-comité de l'alimentation et de l'agriculture de 1989 à 1992, il est un vétéran de la Seconde Guerre mondiale.

## Jeunesse
Digby Michael Godfrey John Willoughby est né le 1er mai 1921, fils de Michael Willoughby (11e baron Middleton), et de son épouse Angela Florence Alfreda Hall, l'aînée de quatre enfants. Par son arrière-grand-mère, Julia Louisa Bosville (1824-1901), il est un descendant direct du prince William Henry, duc de Gloucester et d'Édimbourg, via sa fille illégitime Maria Louisa,. Élevé dans le domaine familial de Birdsall House à Malton, il fait ses premières études au Collège d'Eton.

## Carrière militaire
En 1940, Willoughby reçoit une commission pour rejoindre le 5e bataillon nouvellement formé des Coldstream Guards affecté en tant que commandant de peloton de la 3e compagnie sous les ordres du capitaine ARG Strutt. Le 5e bataillon serait placé dans la 32e brigade de gardes qui est formée en octobre 1941 pour se défendre contre une éventuelle invasion allemande. La brigade reste en Angleterre jusqu'à l'invasion de la Normandie en 1944.
Le 20 juin 1944, Willoughby, maintenant capitaine, est le commandant en second de la 2e compagnie du 5e bataillon affecté à la force d'invasion. Peu de temps après le débarquement, le commandant de la 2e compagnie, le major Hamilton, est blessé, obligeant le capitaine Willoughby à prendre le commandement de l'unité. En juillet, alors qu'ils sont relevés par une autre unité, Willoughby et ses hommes essuient un feu nourri. Face à ce danger, il évacue les blessés, réorganise les forces et navigue dans les ténèbres pour sauver ses hommes et préserver la mission. Pour son sang-froid et son efficacité dans l'action, il reçoit la Croix de Guerre.
Promu major, Willoughby continue à servir avec le 5e bataillon en tant que commandant de la 2e compagnie et participe à l'opération Market Garden en soutien à la 82e aéroportée, puis plus tard à la traversée du Rhin. Il est démobilisé du service en 1946, date à laquelle le 5e bataillon est dissous.

## Les années d'après-guerre
Après sa démobilisation en 1946, Willoughby fréquente le Trinity College de Cambridge, où il étudie la gestion des terres, et obtient son diplôme en 1950. De retour de Cambridge, il devient agent foncier et assume la gestion du domaine familial de 12 000 acres dans le Yorkshire. Il continue à occuper ce poste jusqu'en 1964, date à laquelle il entre dans l'arène politique locale.
En 1964, il est élu membre du conseil du comté d'East Riding pour représenter Birdsall. Il reste au conseil de comté jusqu'en 1974, date à laquelle le conseil de comté est réorganisé conformément à la loi de 1972 sur le gouvernement local. À la suite de la réorganisation, il continue à siéger au Conseil du comté de North Yorkshire réorganisé de 1974 à 1977. En plus de son service au conseil de comté, il est lieutenant adjoint du North Yorkshire, exerce les fonctions de magistrat dans l'East Riding et est membre du Yorkshire and Humberside Economic Planning Council de 1968 à 1979 .
En 1976, il est président de la Yorkshire Agricultural Society. En tant que président, il aide à superviser le Great Yorkshire Show. Il est également président de la County Landowner's Association de 1981 à 1983.
Comme 12e baron Middleton en 1970, il entre à la Chambre des lords. Pendant son mandat, il est membre du Parti conservateur, présidant une sous-commission sur l'agriculture et l'alimentation de 1989 à 1992, et la commission restreinte des Communautés européennes de 1985 à 1997. Il quitte la Chambre des lords en 1999 après avoir refusé de se présenter à l'élection à l'un des sièges restants pour les pairs héréditaires à la suite de la loi de 1999 sur la Chambre des Lords.

## Opinions politiques
Concernant la question des relations du Royaume-Uni avec le continent européen, il soutient l'idée de la Communauté économique européenne en tant que bloc commercial mais s'oppose à sa nature politique et à sa transformation en Union européenne.
En 1979, il s'oppose à la recommandation d'un comité parlementaire dominé par les travaillistes d'abolir la chasse au renard. En 1979, il critique les grandes sociétés et institutions achetant des domaines, notant que certaines lois existantes menacent l'existence de propriétaires fonciers héréditaires.
Willoughby s'oppose à la dévolution des pouvoirs au Pays de Galles et à l'Écosse, avertissant « que les régions anglaises souffriraient si l'Écosse et le Pays de Galles recevaient un gouvernement décentralisé. Il avance que les députés écossais pourraient voter à Westminster sur les questions anglaises, mais que Westminster n'aurait pas le même pouvoir sur l'Écosse.".

## Mariage et enfants
Lord Middleton épouse Janet Marshall-Cornwall, fille du général James Marshall-Cornwall, le 14 octobre 1947. Ils ont trois fils:
- Michael Charles James Willoughby, 13e baron Middleton (né le 14 juillet 1948), épouse Lucy Corinna Agneta Sidney, fille de William Sidney, 1er vicomte De L'Isle
- John Hugh Francis Willoughby (né le 13 juillet 1951)
- Thomas Henry Richard Willoughby (né le 20 novembre 1955)

Lady Middleton est décédée le 24 avril 2015,,.